# Putte
En putte er en uofficiel betegnelse for en 1.g'er på flere danske gymnasier. Ordet stammer formentlig fra verbet "at putte", der bl.a. kan betyde at bringe sig i "en position tæt op ad en anden person for at få varme, tryghed el. omsorg." 